# Richard Brothers

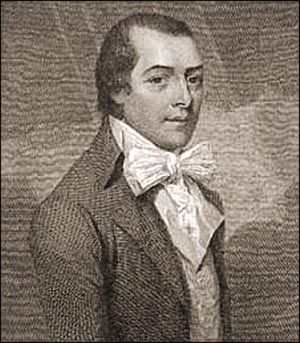
Richard Brothers

Richard Brothers (* 1757; † 1824) war ein britischer Marineoffizier und der Begründer einer theologischen Sonderlehre.
Brothers erlebte ab dem Jahr 1791 apokalyptische Visionen. Zu diesem Zeitpunkt war der ehemalige Marineoffizier bereits im Ruhestand. Eine seiner Visionen veranlasste ihn dazu, die Juden nach Israel zurückführen zu wollen. Brothers war davon überzeugt, dass sich die Juden mit der britischen Bevölkerung vermischt hätten, diese jedoch über ihre wahre Identität im Unklaren sei. Er gilt als der Urheber und erste Verfechter des British Israelism, einer theologischen Sonderlehre, nach der die Briten und andere nordeuropäische Völker von den zehn verlorenen Stämmen Israels abstammen. Brothers hielt sich selbst für einen direkten Nachkommen von König David.